# Толфа
Толфа (итал. Tolfa) је насеље у Италији у округу Рим, региону Лацио.
Према процени из 2011. у насељу је живело 4421 становника. Насеље се налази на надморској висини од 509 м.

## Становништво
Према резултатима пописа становништва 2011. у општини је живело 5.147 становника.
| 1931. | 1936. | 1951. | 1961. | 1971. | 1981. | 1991. | 2001. | 2011. |
| ----- | ----- | ----- | ----- | ----- | ----- | ----- | ----- | ----- |
| 4.573 | 4.671 | 5.305 | 5.057 | 4.790 | 4.899 | 4.942 | 4.942 | 5.147 |

## Партнерски градови
- Dingle, Гајнсијелем, Salobreña